# Császtó
Császtó (1899-ig Császtkó, szlovákul Častkovce) község Szlovákiában, a Trencséni kerületben, a Vágújhelyi járásban.

## Fekvése
Vágújhelytől 8 km-re délnyugatra található.

## Története
1392-ben "Chastko" néven említik először. A csejtei váruradalom része volt. 1855-től a Breuner család birtoka. 1568-ban 37 jobbágytelke létezett. 1715-ben szőlőskertje, 22 jobbágy és 41 zsellércsaládja volt. 1758-ban 61 család élt a településen. 1787-ben 144 házában 844 lakos élt. 1828-ban 93 házát 633-an lakták. Lakói főként mezőgazdasággal foglalkoztak.
Vályi András szerint "Csasztkócz, tót falu, Nyitra vmgyében a Dudvágh mellett, Csejtéhez 1/2 órányira: 144 kath., 432 evang. 45 zsidó lak. Termékeny földdel, vizimalommal. F. u. a csejtei uradalom."
Fényes Elek szerint "Csasztkócz, tót falu, Nyitra vmgyében a Dudvágh mellett, Csejtéhez 1/2 órányira: 144 kath., 432 evang. 45 zsidó lak. Termékeny földdel, vizimalommal. F. u. a csejtei uradalom."
A trianoni békeszerződésig Nyitra vármegye Vágújhelyi járásához tartozott.

## Népessége
| Év:            | 1994. | 2004.   | 2014.    | 2024.    |
| -------------- | ----- | ------- | -------- | -------- |
| Emberek száma: | 987   | 1014    | 1263     | 1719     |
| Eltérés:       |       | +2,73 % | +24,55 % | +36,10 % |

| Év:            | 2023. | 2024.   |
| -------------- | ----- | ------- |
| Emberek száma: | 1705  | 1719    |
| Eltérés:       |       | +0,82 % |

1910-ben 809, túlnyomórészt szlovák anyanyelvű lakosa volt.
2001-ben 1019 lakosából 1009 szlovák volt.
2011-ben 1107 lakosából 1072 szlovák volt.

## Neves személyek
- Itt született 1748-ban Révay János Antal szepesi püspök, valóságos belső titkos tanácsos, Turóc vármegye örökös főispánja.

## Nevezetességei
- Szent Cirill és Metód tiszteletére szentelt temploma 1880-ban épült.
- Kastélya 1640-ben épült, a 18. század második felében későbarokk stílusban építették át.
- A községben egy, a 18. század második felében épített harangláb is áll.